# Jette Joop
 (avril 2018).
Si vous disposez d'ouvrages ou d'articles de référence ou si vous connaissez des sites web de qualité traitant du thème abordé ici, merci de compléter l'article en donnant les références utiles à sa vérifiabilité et en les liant à la section « Notes et références ».
Pour les articles homonymes, voir Joop.
Jette Joop, de son vrai nom Henriette Elisabeth Joop, née le 17 février 1968 à Brunswick, est une styliste, designer, joaillière, entrepreneuse, animatrice de télévision, productrice et femme politique allemande. Elle est la fille aînée du styliste Wolfgang Joop. Elle est la fondatrice de l'entreprise de cosmétique  et de vêtements Jette Joop Europe,.

## Biographie
Elle naît en 1968 à Brunswick en Allemagne.

## Carrière professionnelle
Jette Joop fait ses études en parallèle à Oxford en Angleterre jusqu'en 1988, à l'âge de 20 ans, avant de se lancer dans sa carrière. Peu de temps après, elle part faire ses études en Californie. Ses produits sont vendus à travers le monde entier. Elle travaille en collaboration avec son père Wolfgang.
De retour à Hambourg en 1996, Jette Joop est devenue indépendante et a fondé sa propre entreprise, Jette Joop Europe, désormais appelée JETTE GmbH. Elle collabore avec des partenaires de coopération, dont Christ/Douglas, Müller & Meirer, Coty Inc. et WMF. Pendant ce temps, Jette Joop conçoit des bijoux, des chaussures, des sacs, des vêtements pour femmes, pour hommes et des parfums. Son Concept Store Jette à Berlin a été nommé boutique de l'année en 2011.
En 2003, Jette Joop était professeur suppléant à l’Université de Duisburg et Essen. La même année, elle a conçu une sculpture de Hans Hummel.
En 2007, elle a conçu le nouvel uniforme pour la compagnie aérienne allemande Air Berlin. En 2010, elle a conçu le nouvel uniforme d'officier pour les AIDA Cruises allemandes et baptisé son navire AIDAblu au port de Hambourg le 9 février 2010. En avril 2010, Jette Joop a conçu les vêtements de travail pour le groupe GRG Services, qui est principalement actif dans le nettoyage de bâtiments, et fait la une des journaux partout en Allemagne,.
Le 6 août 2018, Jette Joop présente sa propre émission télévisée "Jung, female, Boss"  puis a été diffusée sur RTL II,. Le 15 août 2018, elle présente sur RTL les deux éditions en raison d'un «quotas désastreux».

## Vie privée
Elle est la mère d'une fille née en mai 1997, qu'elle a eu avec le géophysicien Alessandro Spitzy.
Elle a été en couple avec le prince allemand Alexander zu Schaumburg-Lippe.
En 2008, elle épouse Christian Elsen. Naît de cette union, un fils né en 2009. Ils divorcent en 2013 après 5 ans de mariage.

## Animation
- 2018 : Jung, female, boss : Animatrice, productrice et créatrice

## Émission télévisée et participation
- 1995 : Die Harald Schmidt Show : Interview en compagnie de Harald Schmidt
- 1998 : Die Lotto-Show : Interview
- 2002 : Una : Interview

## Récompenses
- 2006 : Prix Duftstars - pour la création du parfum « Jette » dans la catégorie Meilleur Parfum Prêt-à-porter
- 2008 : Le Golden pois - pour son engagement en tant qu'ambassadrice des enfants de la Croix-Rouge allemande, Verein Märchenland e.V.
- 2009 : Le Leading Ladies Award - dans la catégorie « Business with Women's Power International »
- 2016 : La Fashion Award - dans la catégorie de la meilleure « Designer » allemande.
- 2016 : Prix Femmes de l'année - dans la catégorie « Regardez! au La Fashion Award »